# Televisió de Solsona
Televisió de Solsona és un canal de televisió privat amb seu a Solsona, que pertany a l'empresa Axioma SCP., a través de través de Twitch.
La seva primera emissió va tenir lloc el 22 d'abril de 2014. Des d'aleshores ha comptat amb una programació de caràcter local i comarcal per a tots els públics. En concret, la programació se centra en l'emissió dels plens de l'Ajuntament de Solsona i el Consell Comarcal del Solsonès així com reportatges sobre esdeveniments de la comarca, entre els quals destaca el Carnaval de Solsona. El canal distribueix els continguts a través de la televisió per cable de Solsona i internet.
22TV forma part del paquet de canals per cable de Solsona, propietat de Indesol del Solsonès SL. Tot i això, és una plataforma independent controlada, tant pel que fa a continguts com a format, per Grup Axioma.

## Història

### Context
Al juliol de 2009 diversos ajuntaments i els consells comarcals de cadascuna d'aquestes zones van constituir el Consorci Teledigital Bages-Berguedà-Solsonès amb la finalitat de fer realitat la posada en marxa i gestió de les llicències municipals de canals de televisió a les principals poblacions d'aquestes comarques, però finalment després de la renúncia d'alguns municipis a continuar formant part del Consorci a causa dels seus costos de creació i manteniment del canal públic de TDT es liquidà el consorci en desembre de 2012.
En aquest moment, el polític solsonenc, Albert Muntada, que formava part del Consorci pel Consell Comarcal del Solsonès, i que havia col·laborat anteriorment amb els diaris Regió7 i Segre, a més del setmanaris In6 i Celsona Informació, així com a la ràdio solsonenca que emetia ocasionalment per festes, va optar promoure fórmula amb la qual emetre igualment continguts televisius de la comarca.

### Inauguració
L'acte inaugural de 22TV es va celebrar la nit del 22 d'abril de 2014, davant una setantena de persones, al Tatrau Teatre, amb la col·laboració del grup Lacetània. Gràcies a l'acord aconseguit amb Canal Taronja, a l'acte, Ferran Debant, president del grup de comunicació Taelus i propietari de Canal Taronja, també va donar a conèixer la nova implantació del Canal Taronja a aquesta comarca. A l'acte inaugural va estar present també el llavors alcalde de Solsona, David Rodríguez.

### Inicis
El dia 23 d'abril de 2014, diada de Sant Jordi, va tenir lloc la primera emissió del canal. Amb la finalitat de dotar de professionalitat a aquest mitjà, es va associar 22TV al Canal Taronja, cosa que va facilitar la disposició d'equips humans i tècnics per a posar en marxa el projecte.